# Hadi v letadle
Hadi v letadle (v originále Snakes on a Plane) je americký akční film z roku 2006. Produkovala ho společnost New Line Cinema a režisérem byl David R. Ellis. Autorem námětu je David Dalessandro. Ústřední písní filmu je „Snakes on a Plane (Bring It)“ od skupiny Cobra Starship. Později vyšla také knižní podoba scénáře, kterou napsala Christa Faust. Film celosvětově vydělal 62 milionů amerických dolarů a v lednu 2007 vyšel na DVD.

## Děj
Film se odehrává v letadle Boeing 747-400 na lince z Honolulu do Los Angeles. Na palubě je mladý surfař Sean Jones, který se stal svědkem vraždy a má u soudu vypovídat proti šéfovi podsvětí Eddie Kimovi. Aby mu v tom zabránil, nechá Kim v letadle umístit přepravku plnou jedovatých hadů a feromon, který v nich vzbuzuje agresivitu. Hadi uniknou, zabijí kapitána letadla, přeruší rozvod elektřiny a na palubě vypukne panika. Zachránit cestující musí Sean spolu se svým ochráncem, agentem Federálního úřadu pro vyšetřování Flynnem.

## Obsazení
| Samuel L. Jackson  | agent Neville Flynn |
| Nathan Phillips    | Sean Jones          |
| Julianna Margulies | letuška Claire      |
| Sunny Mabrey       | letuška Tiffany     |
| Lin Shaye          | letuška Grace       |
| Rachel Blanchard   | Mercedes Harbont    |
| Flex Alexander     | Clarence Dewey      |
| Elsa Pataky        | Maria               |

## Produkce
Při natáčení bylo použito 450 hadů. Šlo o druhy jako korálovka sedlatá, korálovka pruhovaná, krajta tmavá nebo užovka červená, které nejsou jedovaté, jen napodobují vzhled nebezpečných druhů (batesovské mimikry).
Film byl zajímavý i tím, že produkce při jeho výrobě intenzivně komunikovala s diváky. Ti odmítli zamýšlenou změnu názvu na Pacific Air Flight 121 a vynutili si zařazení vulgárních hlášek, což zvedlo hranici přístupnosti na hodnotu R.

## Přijetí
Navzdory poměrně nízkým tržbám v kinech se film stal fanouškovským hitem jako internetový mem. Nepravděpodobná zápletka a naivní triky typické pro béčkové filmy i neskrývaný product placement se staly terčem mnoha parodií. Narážky na Hady v letadle se objevily i ve filmu Velkej biják. Studio The Asylum natočilo obdobný film nazvaný Hadi ve vlaku. V roce 2007 byli Hadi v letadle nominováni na Cenu Saturn v kategorii hororů. V databázi Rotten Tomatoes dosáhl film hodnocení 69 %.